# Kamienica przy ulicy Długiej 53 w Krakowie
Kamienica przy ulicy Długiej 53 – zabytkowa kamienica znajdująca się w Krakowie, w dzielnicy I przy ul. Długiej, na Kleparzu.
Budynek został wzniesiony w 1885 roku. Zaprojektowany został przez Sebastiana Jaworzyńskiego. W 1919 roku budynek został rozbudowany zgodnie z projektem Franciszka Mączyńskiego.
20 stycznia 2020 kamienica została wpisana do rejestru zabytków. Znajduje się także w gminnej ewidencji zabytków.